# Бантенг
Банте́нг (лат. Bos javanicus) — представитель рода настоящих быков (Bos), обитающий в Юго-Восточной Азии. Подвид, обитающий на острове Бали, был одомашнен человеком (Bos javanicus domesticus).

## Внешний вид
Бантенги своим внешним видом отдалённо напоминают коров. У самцов, в зависимости от подвида, чёрно-коричневая либо желтовато-коричневая шерсть, в то время как у самок она, как правило, красно-коричневого цвета. У обоих полов нижняя и задняя сторона белые. Бантенги весят от 400 до 900 кг, имеют длину тела до 2,25 м и высоту в холке до 190 см. У самцов толстые изогнутые рога, достигающие 70 см. Рога самок существенно короче, достигая лишь 30 см.

## Распространение
Изначальный ареал охватывал части материка Юго-Восточной Азии, а также острова Ява и Борнео. Одомашненные бантенги были завезены человеком на многочисленные острова Индонезии и, в меньшем масштабе, в другие регионы мира.

## Подвиды
- B. j. javanicus — Быки чёрного цвета с длинными рогами, самки жёлто-коричневые.
- B. j. lowi — Несколько меньше яванского. Быки окрашены в шоколадно-коричневый цвет, с рогами, направленными более вверх
- B. j. birmanicus — Бирма, Таиланд, Камбоджа, Вьетнам; представители обоих полов окрашены в жёлто-коричневый цвет, однако в Камбодже 20 % быков чёрные, а на Малайском полуострове — все.

## Поведение

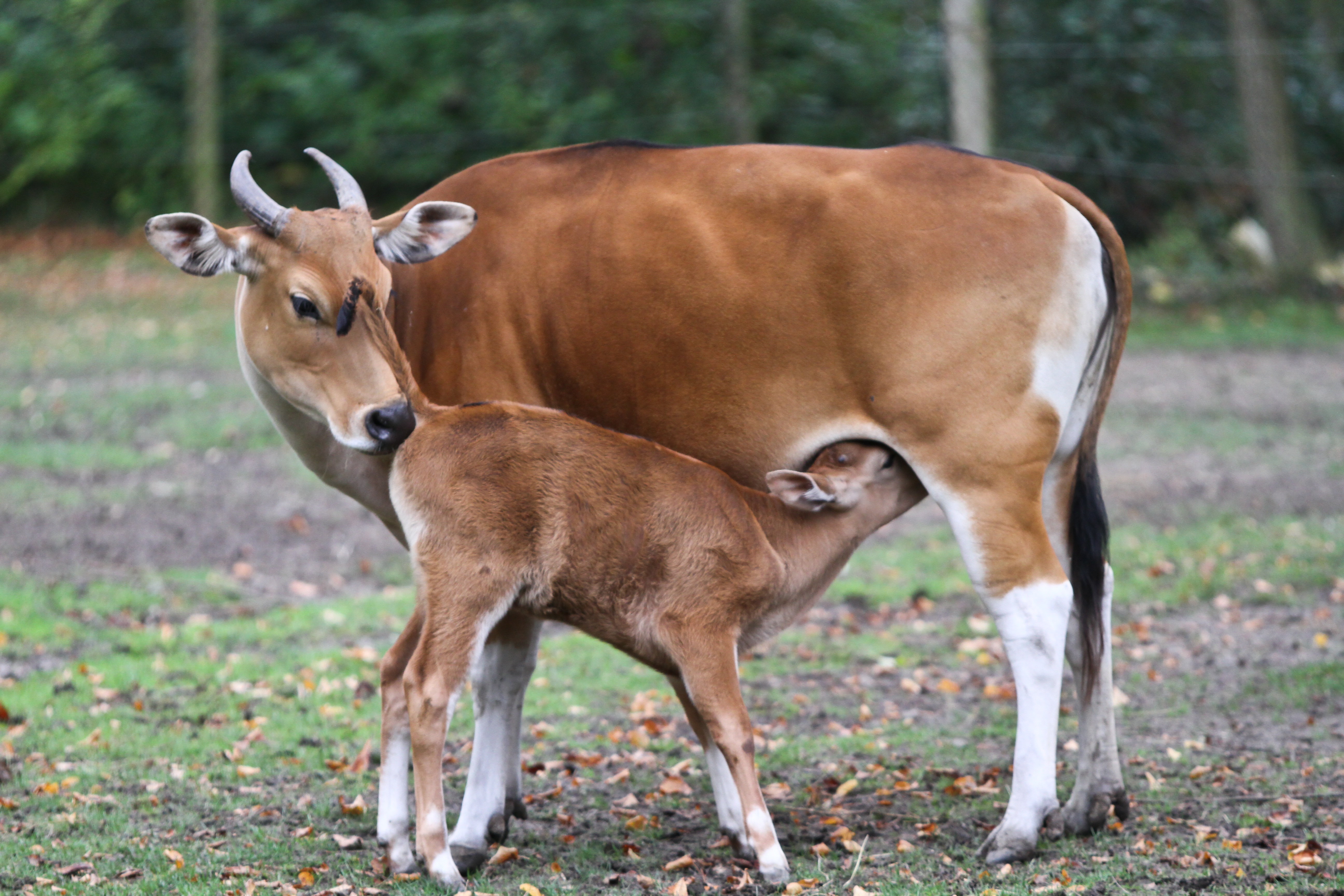
Самка с детенышем

Бантенги живут в группах от 2 до 40 самок с телятами и одним быком. Наряду с этим имеются группы самцов-холостяков, а также быки-одиночки, которые слишком стары или слабы для ведения стада. Самки имеют по одному детёнышу, который кормится молоком 9 месяцев и достигает половой зрелости в возрасте двух лет. Продолжительность жизни бантенга составляет 20, максимально — 25 лет. Сферой обитания диких бантенгов являются тропические дождевые леса и леса, содержащие множество открытых мест. В целом, они предпочитают более открытые и сухие жизненные пространства, чем их родственники гауры. На открытые луга и поляны они выходят прежде всего чтобы есть. В регионах, где их часто тревожат люди, эти животные активны преимущественно по ночам и прячутся в течение дня в подлеске. Тем не менее, они не настолько робкие, как гауры, и иногда выходят на возделанные поля.

## Люди и бантенги
Возможно, древнейшее изображение бантенга (40—52 тыс. лет назад) найдено известняковой пещере Лубанг Джериджи Салех (индонезийская провинция Восточный Калимантан).

### Угрозы
Дикое поголовье бантенгов оценивается МСОП как «находящееся на грани полного исчезновения» (Critically Endangered). Причиной его сокращения является разрушение дождевых лесов, примесь генов других видов быков, а также заражения болезнями домашних коров. Предполагается, что в Таиланде сокращение составило между 1980 и 2000 годами около 85 %. На Малайском полуострове бантенги исчезли в 1950-х годах. На острове Ява их численность, однако, сократилось незначительно, в то время как с острова Борнео нет достоверных сведений. Общая численность диких бантенгов оценивается примерно в 3 300 (от 2 475 до 4 900) особей.

### Одомашнивание

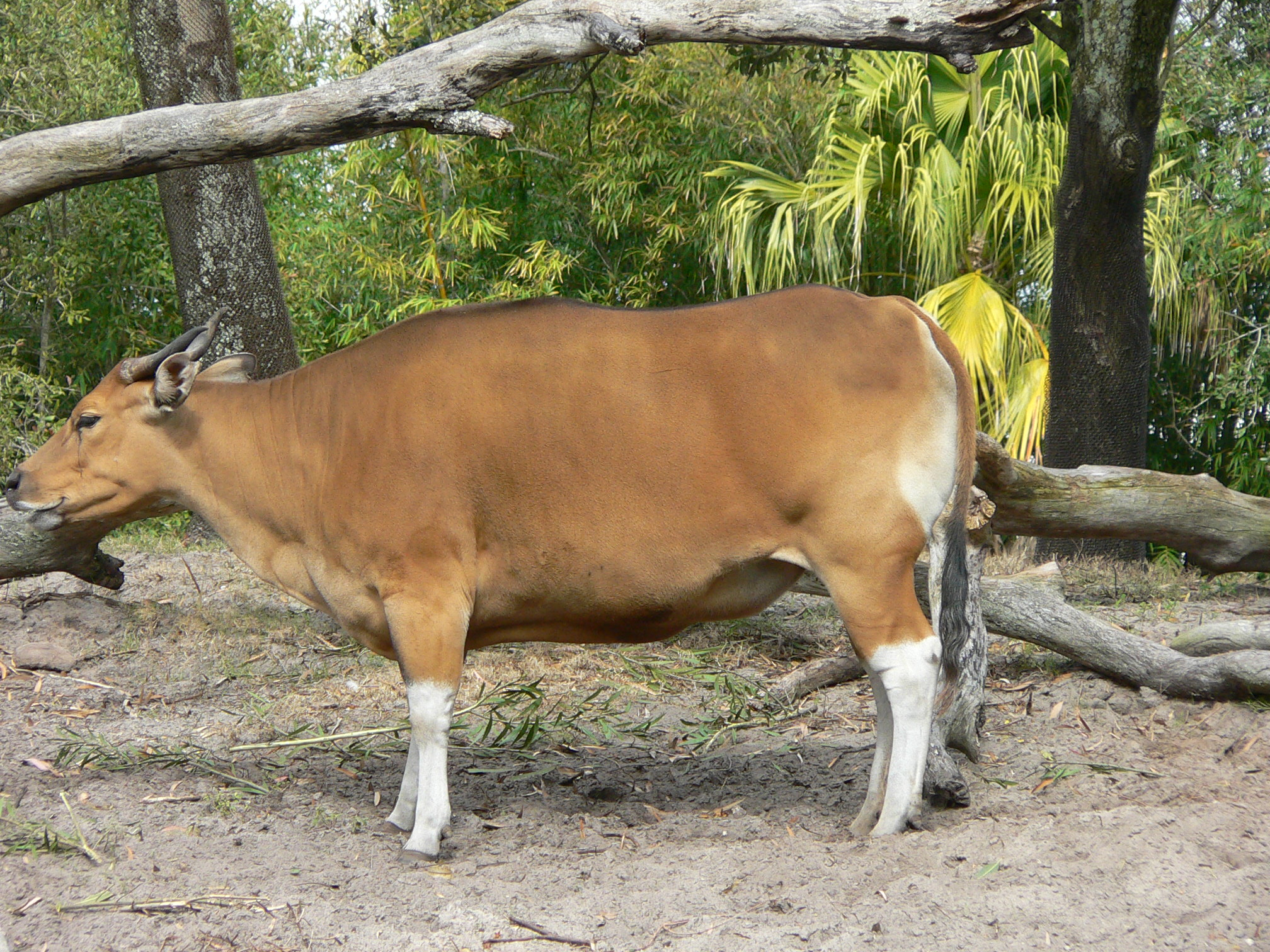
Бантенг

Бантенги относятся к пяти видам быков, которые были одомашнены человеком. Дата одомашнивания бантенга неизвестна, однако по всей вероятности это произошло за несколько столетий до нашей эры. Наиболее вероятным регионом, где могло произойти одомашнивание бантенга, является остров Ява. На материке из-за наличия приручённого азиатского буйвола в одомашнивании бантенга не было особой нужды. На протяжении веков центром разведения бантенгов был Бали. Одомашненный бантенг отличается от диких сородичей меньшими размерами и более длинной шейной складкой. Не встречаются одомашненные самцы, полностью окрашенные в чёрный цвет. Бантенги с Явы отличаются от дикой формы в меньшей степени и отличить их от неё трудно. В целом, сегодня существует 1,5 миллиона балийских бантенгов. С Бали эти одомашненные животные попали на многочисленные другие острова, на которых никогда не бывало диких бантенгов, к примеру на Суматру, Сулавеси, Тимор, Ломбок и Сумбаву. На некоторых из этих островов бантенги отчасти образовали вновь одичавшие популяции. В 1849 году балийские бантенги были завезены в Австралию, где они одичали и образовали популяцию, которая сегодня состоит из 1000 особей, обитающих в Северной территории.
Из-за ввоза коров в Индонезии остаётся все меньше чистокровных бантенгов. Скрещивания между обоими видами, в частности с зебу, начались довольно рано и выдали как результат новые породы.